# SOLID
Na programação de computadores orientada a objetos, o termo SOLID é um acrônimo para cinco postulados de design, destinados a facilitar a compreensão, o desenvolvimento e a manutenção de software. 
Os postulados SOLID não devem ser confundidos com as orientações conhecidas como GRASP. 
De fato, os postulados SOLID foram apresentados por Robert C. Martin em um artigo publicado no ano 2000 cujo título, em tradução livre, é "Postulados de Projeto e Padrões de Projeto". O acrônimo SOLID propriamente dito teria sido cunhado mais tarde por Michael Feathers.

## Noções
Princípio de única responsabilidade
"uma classe deve ter apenas uma única responsabilidade (mudanças em apenas uma parte da especificação do software, devem ser capaz de afetar a especificação da classe)."
Princípio de aberto/fechado
"entidades de software devem ser abertas para extensão, mas fechadas para modificação."
Princípio da substituição de Liskov
"objetos em um programa devem ser substituíveis por instâncias de seus subtipos, sem alterar a funcionalidade do programa." deve ser capaz de afetar apenas a especificação da classe
Princípio da segregação de Interface
"muitas interfaces de clientes específicas, são melhores do que uma para todos propósitos."
Princípio da inversão de dependência 
"deve-se depender de abstrações, não de objetos concretos."